# Ložnice (Primošten)
Ložnice falu Horvátországban Šibenik-Knin megyében. Közigazgatásilag Primoštenhez tartozik.

## Fekvése
Šibenik központjától légvonalban 20, közúton 27 km-re délkeletre, községközpontjától 9 km-re keletre Dalmácia középső részén fekszik.

## Története
A település 2001-ben vált ki a Rogoznica községhez tartozó Ložnicéből. 1857-ben, 1869-ben, 1921-ben és 1931-ben lakosságának egy részét Rogoznicához, más részét ugyanebben az időszakban és 1948-ban Primoštenhez számították. 1880-tól 1910-ig és 1953-tól 1991-ig, valamint részben 1948-ban a Rogoznicához tartozó Ložnica része volt. Lakossága 2011-ben 44 fő volt.

## Lakosság
| Lakosság változása | Lakosság változása | Lakosság változása | Lakosság változása | Lakosság változása | Lakosság változása | Lakosság változása | Lakosság változása | Lakosság változása | Lakosság változása | Lakosság változása | Lakosság változása | Lakosság változása | Lakosság változása | Lakosság változása | Lakosság változása |
| ------------------ | ------------------ | ------------------ | ------------------ | ------------------ | ------------------ | ------------------ | ------------------ | ------------------ | ------------------ | ------------------ | ------------------ | ------------------ | ------------------ | ------------------ | ------------------ |
| 1857               | 1869               | 1880               | 1890               | 1900               | 1910               | 1921               | 1931               | 1948               | 1953               | 1961               | 1971               | 1981               | 1991               | 2001               | 2011               |
| 0                  | 0                  | 0                  | 0                  | 0                  | 0                  | 0                  | 0                  | 0                  | 0                  | 0                  | 0                  | 0                  | 0                  | 48                 | 44                 |